# کلاربل
کلاربل یا کلاربل گاو (انگلیسی: Clarabelle Cow) یک شخصیت کارتونی از مجموعه آثار والت دیسنی است که در مجموعه میکی موس ایفای نقش می‌کند. در داستان های امروزی او نامزد گوفی است.
وی یک قناد است. کلاربل لوله کشی و کار فنی نیز بلد است.
وی یکی از دوستان مینی ماوس،دیزی داک و کوکولوکا است.